# Texas Stadium
Texas Stadium was een American football- en voetbalstadion in Irving (Texas). Het stadion werd op het einde van 1971 de opvolger van het destijds verouderde Cotton Bowl-stadion en daarmee dus de nieuwe thuisbasis van de Dallas Cowboys. In 2009 werd het stadion op zijn beurt vervangen door het Cowboys Stadium.
Op 11 april 2010 werd het stadion afgebroken.

## Andere evenementen
- Het Texas Stadium werd door de jaren heen voor relatief korte periodes de thuisbasis van de SMU Mustangs, een verzameling van sportclubs afkomstig van de Southern Methodist University, en van voetbalclub Dallas Tornado.
- Op 25 mei 2008 vond de eerste professionele lacrosse-wedstrijd in de Amerikaanse staat Texas plaats in dit stadion. Het was een wedstrijd tussen Philadelphia Barrage en de Long Island Lizards.[1]
- Tevens vonden er concerten en worstelwedstrijden plaats.

## Sluiting en afbraak
Toen de Dallas Cowboys verhuisden naar het Cowboys Stadium na het NFL-seizoen van 2008 was het lot voor het stadion bezegeld. Na december 2008 vond er geen enkel evenement meer plaats in het stadion waardoor de burgemeester van Irving besloot het stadion af te laten breken op 11 april 2010. Omstreeks 7:07 CST werd het stadion, door middel van een implosie, afgebroken.